# Château de Montigny (Lesches)
Pour les articles homonymes, voir Château de Montigny et Château de Montigny (Seine-Maritime).
Le château de Montigny est situé sur la commune de Lesches en Seine-et-Marne.

## Description
Le hameau de Montigny est un ancien fief situé au nord-est de la commune.
L'édifice actuel de style néo-classique date du XIXe siècle. Il présente une alternance de pierre et de brique d'inspiration Louis XIII et de hautes toitures à la Mansart.

## Historique
Il a tout d'abord été la propriété d'une famille bourgeoise puis a été vers la seconde moitié du XXe siècle une maison de retraite dépendante du centre hospitalier de Lagny-sur-Marne.
Il est aujourd'hui la propriété d'une association ayant établi une maison d'accueil spécialisée dans le château et quelques bâtiments adjacents.
Le parc du château sert également d'infrastructures pour les résidents.